# والتر الی کلارک
والتر الی کلارک (انگلیسی: Walter Eli Clark؛ ۷ ژانویهٔ ۱۸۶۹ – ۴ فوریهٔ ۱۹۵۰) روزنامه‌نگار و ناشر روزنامه اهل آمریکایی بود
وی بین سال‌های ۱۹۰۹ تا ۱۹۱۲ آخرین فرماندار ناحیه آلاسکا و بین سال‌های ۱۹۱۲ تا ۱۹۱۳ اولین فرماندار قلمروی آلاسکا بود.
کلارک در سال ۱۸۸۷ از دانشگاه دولتی کنتیکت مرکزی فارغ‌التحصیل شد.
وی در زمان ریاست جمهوری ویلیام هووارد تافت پست فرمانداری آلاسکا را برعهده داشت